# جيف كاكياتوري
جيف كاكياتوري (بالإنجليزية: Jeff Cacciatore)‏ هو لاعب كرة قدم أمريكي في مركز الهجوم، ولد في 9 سبتمبر 1958 في سانت لويس في الولايات المتحدة. لعب مع فورت لودردايل سترايكرز.